# خوان خوسيه كاستيلو (لاعب كرة قدم)
خوان خوسيه كاستيلو (بالإسبانية: Juan José Castillo Barreto)‏ هو لاعب كرة قدم إسباني في مركز الوسط، ولد في 3 أكتوبر 1955 في لاس بالماس دي غران كناريا في إسبانيا. لعب مع ريال مايوركا.

## وصلات خارجية
- خوان خوسيه كاستيلو على موقع قاعدة بيانات كرة القدم.إي يو (الإنجليزية)
- خوان خوسيه كاستيلو على موقع عالم كرة القدم.نت (الإنجليزية)
- خوان خوسيه كاستيلو على موقع أوليمبيديا (الإنجليزية)